# Malagasacris
Malagasacris is een geslacht van rechtvleugeligen uit de familie veldsprinkhanen (Acrididae). De wetenschappelijke naam van dit geslacht is voor het eerst geldig gepubliceerd in 1944 door Rehn.

## Soorten
Het geslacht Malagasacris omvat de volgende soorten:
- Malagasacris rugosa Dirsh, 1962
- Malagasacris strateia Rehn, 1944